# Abbaye de Hohenwart
L'abbaye de Hohenwart est une ancienne abbaye bénédictine à Hohenwart, dans le Land de Bavière et le diocèse d'Augsbourg.

## Histoire
L'abbaye est fondée en 1074 par le comte Ortolf et sa sœur Wiltrudis de la maison de Hohenwart. Cette famille disparaît avec eux.
Le monastère est dissout lors de la sécularisation en 1803. Le monastère n'a pas d'acheteurs, les nonnes peuvent continuer à vivre dans les lieux. En 1876, il devient la propriété de la fondation Regens-Wagner et dirigé par les franciscaines de Dillingen. L'abbaye bénédictine abrite des documents précieux : La Bayerische Staatsbibliothek possède notamment un évangéliaire appelé le Codex Aureus de Hohenwart.
L'ancienne basilique romane est détruite par un incendie en 1895. Cependant il reste d'importantes parties d'architecture romane : la chapelle Saint-Pierre avec sa grande colonne, le cloître et les voûtes. La pharmacie est bâtie en 1739 dans le style rococo avec un plafond en stuc représentant le Christ en médecin.
Aujourd'hui, l'ancien couvent bénédictin est un centre d'accueil de personnes handicapées de la fondation Regens-Wagner.